# 2010 JJ124
2010 JJ124 est un centaure.

## Caractéristiques
2010 JJ124 mesure environ 240 kilomètres de diamètre.